# Wełykyj Żwanczyk
Wełykyj Żwanczyk (ukr. Великий Жванчик) – wieś na Ukrainie, w obwodzie chmielnickim, w rejonie kamienieckim, w hromadzie Dunajowce. W 2001 liczyła 1584 mieszkańców, spośród których 1577 wskazało jako ojczysty język ukraiński, 5 rosyjski, a 2 białoruski.